# Liste du patrimoine mondial au Mali
Cet article recense les sites inscrits au patrimoine mondial au Mali.

## Statistiques
Le Mali accepte la Convention pour la protection du patrimoine mondial, culturel et naturel le 5 avril 1977. Les premiers sites protégés sont inscrits en 1988.
En 2013, le Mali compte 4 sites inscrits au patrimoine mondial, 3 culturels et 1 mixte. 
Le pays a également soumis 14 sites à la liste indicative, 9 culturels, 4 naturels et 1 mixte.

## Listes

### Patrimoine mondial
Les sites suivants sont inscrits au patrimoine mondial.
| Site                                | Région     | Type                        | Date | Superficie (ha) | Lien | Notes                | Coordonnées                        | Illus. |
| ----------------------------------- | ---------- | --------------------------- | ---- | --------------- | ---- | -------------------- | ---------------------------------- | ------ |
| Tombeau des Askia                   | Gao        | Culturel, (ii), (iii), (iv) | 2004 | 4,24            | 1139 | En péril             | 16° 17′ 24″ nord, 0° 02′ 42″ est   |        |
| Tombouctou                          | Tombouctou | Culturel, (ii), (iv), (v)   | 1988 |                 | 119  | En péril             | 16° 46′ 23″ nord, 2° 59′ 56″ ouest |        |
| Villes anciennes de Djenné          | Mopti      | Culturel, (iii), (iv)       | 1988 |                 | 116  | En péril depuis 2016 | 13° 54′ 22″ nord, 4° 33′ 18″ ouest |        |
| Falaises de Bandiagara (pays dogon) | Mopti      | Mixte, (v), (vii)           | 1989 | 327 390         | 516  | En péril depuis 2016 | 14° 19′ 59″ nord, 3° 25′ 01″ ouest |        |

### Liste indicative
Les sites suivants sont inscrits sur la liste indicative.
| Site                                                        | Région                   | Type                     | Date | Superficie (ha) | Lien | Notes            | Coordonnées                         | Illus. |
| ----------------------------------------------------------- | ------------------------ | ------------------------ | ---- | --------------- | ---- | ---------------- | ----------------------------------- | ------ |
| La boucle du Baoulé                                         | Dybire alccol, Koulikoro | Culturel (ii), (iv)      | 1999 |                 | 1348 |                  |                                     |        |
| Es-Souk                                                     | Anthonin vidal           | Culturel (ii), (iv)      | 1999 |                 | 1349 |                  | 18° 46′ nord, 1° 11′ est            |        |
| Cathédrale de Bamako                                        | Bamako                   | Culturel (ii), (iv)      | 2017 |                 | 6273 |                  | 12° 38′ 36″ nord, 7° 59′ 59″ ouest  |        |
| L'église de Mandiakuy                                       | Ségou                    | Culturel (ii), (iv)      |      |                 | 6274 |                  | 13° 00,999′ nord, 4° 27,767′ ouest  |        |
| La cité historique de Hamdallahi                            | Mopti                    | Culturel (i), (vi)       | 2009 |                 | 5438 |                  | 14° 19′ 52″ nord, 4° 05′ 46″ ouest  |        |
| La grande mosquée de vendredi de Niono                      | Ségou                    | Culturel (iii), (iv)     | 2008 |                 | 5440 |                  | 14° 15′ nord, 6° 00′ ouest          |        |
| La mosquée de Komoguel                                      | Mopti                    | Culturel (iii), (iv)     | 2009 |                 | 5442 |                  | 14° 29′ nord, 4° 11′ ouest          |        |
| La réserve de biodiversité du parc du Bafing Makana         | Kayes                    | Naturel (viii), (x)      | 2016 |                 | 6161 |                  | 14° 05′ 00″ nord, 8° 53′ 00″ ouest  |        |
| La réserve de la biodiversité des éléphants du Gourma       | Gao, Mopti, Tombouctou   | Naturel (viii), (x)      | 2017 |                 | 6270 |                  |                                     |        |
| Le bassin du fleuve Niger (du seuil de Markala au lac Débo) | Ségou, Mopti, Tombouctou | Naturel (viii), (x)      | 2017 |                 | 6271 |                  | 15° nord, 4° ouest                  |        |
| Le fort de Médine                                           | Kayes                    | Culturel (iii), (iv)     | 2009 |                 | 5439 |                  | 14° 22′ 34″ nord, 11° 22′ 05″ ouest |        |
| Le réservoir naturel du lac Magui                           | Kayes                    | Naturel (viii), (x)      | 2016 |                 | 6162 |                  |                                     |        |
| Le tata de Sikasso                                          | Sikasso                  | Culturel (i), (ii), (vi) | 2009 |                 | 5443 |                  | 11° 19′ 01″ nord, 5° 40′ 01″ ouest  |        |
| Sites historiques et paysages culturels du Manden           | Koulikoro                | Mixte (ii), (iv), (x)    | 2018 |                 | 6280 | Comprend 4 sites |                                     |        |